# Старигін Ігор Володимирович
Стари́гін І́гор Володи́мирович — (13 червня 1946, Москва — 8 листопада 2009, Москва) — радянський та російський актор театру та кіно. Заслужений артист Росії 1992).

## Біографія
Ігор Старигін народився 13 червня 1946 року у Москві.
У 1968 році закінчив Державний інститут театрального мистецтва (ГІТІС) — курс Василя Андрійовича Орлова.
У 1968–1974 роках — актор Московского ТЮГу. У 1974–1983 працював у театрі ім. Моссовєта. З 1983 по 1996 роки — актор театру-студії «Біля Нікітських воріт» під керівництвом Марка Розовського. У 1996–2000 роках — актор Московського художнього академічного театру ім. М. Горького.
Грав у фільмах: «Доживемо до понеділка» (1968, Костя), «Обвинувачуються в убивстві» (1970, Васін), «Уперше заміжня» (1980, Валера) та ін., в українських кінокартинах: «Червоні дипкур'єри» (1978, Аурін), «Д'Артаньян і три мушкетери» (1979, т/ф, Араміс), «Слухати у відсіках!» (1984, Сергій Золотницький), «Постріл у труні» (1992, Макс), «Шлях до пекла» (1992, т/ф, Серж).
Ігор Старигін помер 8 листопада 2009 року о 8 годині ранку в Москві від інсульту.

## Фільмографія
1. 1967 — Солдатами не народжуються (Відплата)  — Рибочкін
2. 1968 — Доживемо до понеділка  — Костя Батіщев, учень
3. 1969 — Біля Лукомор'я (короткометражний)  — Юра
4. 1969 — Ад'ютант його високоповажності  — Міккі
5. 1969 — Звинувачуються в убивстві  — Анатолій Васін
6. 1970 — Про друзів-товаришів  — студент
7. 1972 — Том Кенті (телеспектакль)
8. 1972 — Перервана мелодія  — Сергій
9. 1973 — Міста і роки  — Андрій Старцев
10. 1975 — Під дахами Монмартра — Марсель, композітор
11. 1975 — Ранок (короткометражний)  — Огюст Ренуар
12. 1976 — Оповідання Марка Твена (телеспектакль)  — Довгий читач
13. 1976 — Топаз (телеспектакль)  — Роже
14. 1976 — Як важливо бути серйозним (телеспектакль)
15. 1976 — Повість про невідомого актора — Горяєв Вадим
16. 1976 — Червоне і чорне  — Норбер Де Ля Моль
17. 1977 — Червоні дипкур'єри  — Яніс
18. 1979 — Д'Артаньян та три мушкетери  — Араміс
19. 1979 — Уперше заміжня  — Валерій Перевозчіков
20. 1980 — Версія (фільм-спектакль)  — Олександр Блок
21. 1980 — Державний кордон. Фільм 1-й: Ми наш, ми новий… Володимир Олексійович Данович
22. 1980 — Державний кордон. Фільм 2-й: Мирне літо 21-го року Володимир Олексійович Данович
23. 1983 — Місячна веселка — Полінг
24. 1984 — Перш, ніж розлучитися — Андрій
25. 1984 — Сім стихій — Гліб
26. 1985 — Змієлов — Льончик
27. 1985 — Слухати у відсіках — Золотницький
28. 1986 — 55 градусів нижче нуля — Георгій, чоловік Олени Кузнецової
29. 1988 — Дорога до пекла — Серж
30. 1992 — Мушкетери двадцять років по тому — Араміс
31. 1992 — Постріл у труні — Макс
32. 1993 — Таємниця королеви Анни, або Мушкетери тридцять років по тому — Араміс
33. 2000 — 24 години — адвокат Косарьов
34. 2001 — Конференція маніяків — Косар
35. 2002 — Даша Васильева 2. Любителька приватного розшуку. Пані з кігтиками — Макс Полянській
36. 2002 — Даша Васильева 2. Любителька приватного розшуку. Дружина мого чоловіка — Макс Полянський
37. 2002 — Даша Васильева 2. Любителька приватного розшуку. Ця гірка солодка
помста — Макс Полянський
38. 2002 — Кодекс честі — банкір Мамаєв
39. 2003 — Козеня в молоці — Одуєв
40. 2004 — Що втратили сонце — Карєтніков
41. 2005 — Даша Васильева 4. Любителька приватного розшуку. Будиночок тіточки Брехні — Макс Полянський
42. 2005 — Даша Васильева 4. Любителька приватного розшуку. Привиди в кросівках — Макс Полянський
43. 2005 — Даша Васильева 4. Любителька приватного розшуку. Хобі бридкого каченяти — Макс Полянський
44. 2007 — Повернення мушкетерів або Скарби кардинала Мазаріні — Араміс